# Otto Sturmfels

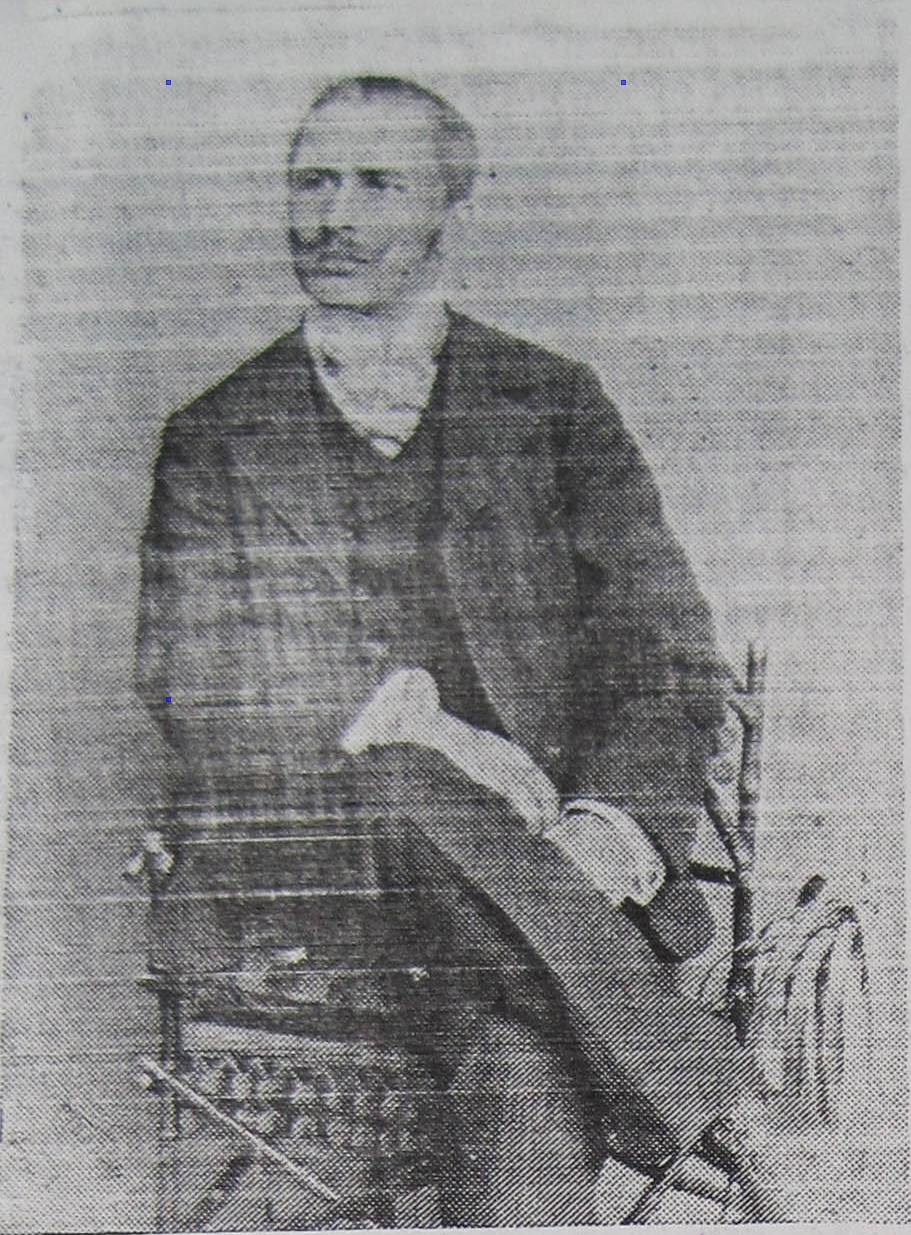
Otto Sturmfels

Otto Philipp Jakob Sturmfels (* 19. Mai 1880 in Seligenstadt; † 2. April 1945 im KZ Dachau) war ein hessischer Jurist, Notar, Politiker (SPD) und ehemaliger Abgeordneter des Landtags des Volksstaates Hessen in der Weimarer Republik.

## Familie
Otto Sturmfels war der Sohn des evangelischen Pfarrers und Dekans Georg Sturmfels und dessen Frau Sophie geborene Rau. Sturmfels, der evangelischer Konfession war (später trat er aus der Kirche aus) wuchs mit sechs Schwestern auf (die fünf Schwestern Käthe, Gustl, Lies, Anna und Alex Winna sowie Schwester Alexandra aus der ersten Ehe seines Vaters) und heiratete 1906 Maud geborene Richards-Adams, die er über verwandtschaftliche Besuche aus England kennengelernt hatte. Aus dieser Ehe sind sechs Kinder hervorgegangen.

## Ausbildung und Beruf
Otto Sturmfels besuchte das Gymnasium in Darmstadt und Hanau und studierte anschließend 1898 bis 1902 Rechtswissenschaften in Gießen und in Berlin. 1903 bis 1904 war er Gerichtsassessor in Seligenstadt und Darmstadt und 1906 bis 1933 Rechtsanwalt in Groß-Umstadt. Seit 1920 war er auch Notar in Groß-Umstadt bzw. seit Mai 1927 in Darmstadt. 1916 und 1917 war er Kriegsteilnehmer im Ersten Weltkrieg und musste bis 1920 in französischer Kriegsgefangenschaft bleiben.

## Politik
Otto Sturmfels trat 1909 der SPD bei. 1910 in Magdeburg, 1911 in Jena und 1912 in Chemnitz vertrat er seine Region als Delegierter auf den Parteitagen der Sozialdemokratischen Partei Deutschlands. 1910 ließ er sich als erster SPD-Kandidat im Wahlbezirk Reichelsheim zur Landtagswahl aufstellen.
1910 und 1913 noch erfolglos bei den Gemeinderatswahlen in Umstadt angetreten, war er ab 1913 bis zur Einberufung in den Militärdienst und wieder ab 1920 stellvertretender Vorsitzender des Umstädter SPD-Ortsvereins. Bereits am 6. März 1921 schloss sich die SPD in Umstadt auf einer Einigungsversammlung wieder mit der USPD zusammen, Otto Sturmfels wurde zum Ersten Vorsitzenden gewählt. Das Amt bis 1926 inne, schied er 1927 aus der Umstädter Kommunalpolitik aus, da er in Darmstadt als Notar ernannt worden war.
1921 bis 1931 war er drei Wahlperioden lang Landtagsabgeordneter im Hessischen Landtag in Darmstadt. Gleichzeitig war er als Rechtsberater für die hessische SPD-Fraktion im Landtag tätig.
Nach der Machtergreifung der Nationalsozialisten musste er seine Arbeit als Anwalt einstellen. Er wurde am 21. Juni 1933 verhaftet, vor allem wegen seiner engen Beziehungen zu Carlo Mierendorff, der schon bei einem konspirativen Treffen mit Sturmfels am 13. Juni 1933 im Frankfurter Cafe Excelsior festgenommen wurde. Er wurde der Konspiration gegen das NS-Regime beschuldigt und im September 1933 zu 18 Monaten Zuchthaus verurteilt. Im Sommer 1944 wurde er nach dem Attentat auf Hitler am 20. Juli erneut verhaftet und in das KZ Dachau verbracht. Dort starb er kurz vor Kriegsende.
An Otto Sturmfels erinnert seit dem 6. Oktober 2014 ein Stolperstein in der Hermannstraße 45 in Darmstadt. In Groß-Umstadt wurde eine Straße nach ihm benannt.

## Veröffentlichungen
- (Hrsg.) Otto Sturmfels: Hessische Gemeindeordnung vom 10. Juli 1931 mit Nebengesetzen (kommentiert durch O. Sturmfels), Darmstadt 1931